# Sochinsogonia lineiceps
Sochinsogonia lineiceps är en insektsart som beskrevs av Young 1986. Sochinsogonia lineiceps ingår i släktet Sochinsogonia och familjen dvärgstritar. Inga underarter finns listade i Catalogue of Life.